# Caudacaecilia
Caudacaecilia es un género de anfibios gimnofiones de la familia Ichthyophiidae que habita en Tailandia, Malasia, Sumatra, Borneo y Filipinas.

## Especies
- Caudacaecilia asplenia (Taylor, 1965)

- Caudacaecilia larutensis (Taylor, 1960)

- Caudacaecilia nigroflava (Taylor, 1960)

- Caudacaecilia paucidentula (Taylor, 1960)

- Caudacaecilia weberi (Taylor, 1920)